# Stanisław Sieciński
Stanisław Sieciński z Siecina (zm. 16 października 1619) – biskup przemyski (1609–1619), prepozyt kapituły katedralnej poznańskiej w latach 1605–1609.
Pochodził z rodu Siecińskich herbu Rogala. Jego stryjem był Jakub Siecieński, zwany Trąbą, którego potomkowie przyjęli nazwisko Krasicki.
Studiował w Rzymie, był sekretarzem królewskim, plebanem i prepozytem lubaczowskim (1588), scholastykiem sandomierskim (1590), kanonikiem (1602) i prepozytem (1608) krakowskim. Został prekonizowany biskupem przemyskim (3 sierpnia 1609), rządy w diecezji objął 27 listopada 1609 r. Dbał o rozwój życia religijnego i dyscyplinę wśród duchowieństwa. Zdecydowanie popierał unię brzeską, występując przeciw prawosławiu. Na tym tle popadł w konflikt z Janem Szczęsnym Herburtem, którego krytykował za wydawnictwa z drukarni dobromilskiej. Po śmierci Michała Kopysteńskiego (1610) poparł kandydaturę Aleksandra Krupeckiego na urząd władyki przemyskiego, przyczyniając się tym samym do przyjęcia unii przez eparchię przemyską.
W 1610 r. moimo niechęci kapituły przemyskiej sprowadził jezuitów na teren swojej diecezji, założył kolegium jezuickie. Przeprowadził dwa synody diecezjalne (1612, 1613).
Także w 1610 r. konsekrował kościół św. Michała Archanioła w Dydni.
W 1613 roku wyznaczony został senatorem rezydentem.
Był jednym z budowniczych zamku w Krasiczynie i fundatorem kościoła w Siecinie.